# Старий Сьлешув
Старий Сьлешув (пол. Stary Śleszów) — село в Польщі, у гміні Журавіна Вроцлавського повіту Нижньосілезького воєводства.
Населення — 359 осіб (2011).
У 1975-1998 роках село належало до Вроцлавського воєводства.

## Демографія
Демографічна структура станом на 31 березня 2011 року:
|          | Загалом | Допрацездатний вік | Працездатний вік | Постпрацездатний вік |
| -------- | ------- | ------------------ | ---------------- | -------------------- |
| Чоловіки | 175     | 39                 | 122              | 14                   |
| Жінки    | 184     | 26                 | 127              | 31                   |
| Разом    | 359     | 65                 | 249              | 45                   |